# 天気
天気（てんき、英: weather）はある場所におけるある時刻もしくは一定の期間の地表に影響をもたらす大気の状態である。

## 概要
日本語において、「気象」が空に起こる現象を指すのに対して、「天気」は空の状態を指す。英語では"weather"で一括りにされる（厳密に定義すれば、気象は"weather phenomenon"である）。また、「気象」現象を表すのは主に単語であるのに対して、「天気」の状態を表す言葉は主に文であり、時には現象名を用いた単語で代用する。
そもそも、多数の現象の組み合わせの結果として表れるのが天気であり、分類して定義すること自体が難しい。「晴れ」などは特別な例だと言える。天気を説明するためには、まず「晴れ」「雨」「雪」といった大分類を用いるが、雨にさまざまな降り方があるように多種多様な「天気」がある。詳しく説明するためには、どの場所に（空間的分布）、どれくらいの期間に（時間的分布）、どれくらいの強さ・速さで（量的分布）現れたのかを示す必要がある。あるいは、比喩や感覚的な説明を用いるとより分かりやすくなる場合もある。
「天候」とは、天気と気候との中間的概念とされるが、ある程度の広さのある地方や、そこの季節も含めた場合については、ほぼ天気と同様の用いられ方をすることも多い。

## 分類
定時観測の気象通報などで国際的に使用される天気の分類は96種類が定められている。日本の気象庁では、一般市民向けの気象情報には以下の15種類を用いている。また、日本式天気記号は気象庁が観測する天気とは別個に存在しており、こちらは21種類。含まれる天気の種類についても異同がある。
| 天気名                 | 記号 | 定義                                                                                | 画像 |
| ---------------------- | ---- | ----------------------------------------------------------------------------------- | ---- |
| 快晴                   |      | 空全体に対して、雲の占める面積が2割未満の状態。                                     |      |
| 晴れ                   |      | 空全体に対して、雲の占める面積が2割以上9割未満の状態。                              |      |
| 薄曇                   |      | 雲の占める面積が9割以上で、巻雲、巻積雲または巻層雲が多い状態。                     |      |
| 曇り                   |      | 雲の占める面積が9割以上の、上記以外の状態。                                         |      |
| 煙霧                   |      | 黄砂・煙または降灰があって、視程が1km未満になっているか、全天がおおわれている状態。 |      |
| 砂じんあらし（砂塵嵐） |      | 砂じんあらしのため、視程が1km未満になっている状態。                                 |      |
| 地ふぶき（地吹雪）     |      | 地ふぶきのため、視程が1km未満になっている状態。                                     |      |
| 霧                     |      | 霧または氷霧のため、視程が1km未満になっている状態。                                 |      |
| 霧雨                   |      | 直径0.5mm未満の細かい水滴だけが降っている状態。                                     |      |
| 雨                     |      | 直径0.5mm以上の水滴が降っている状態。                                               |      |
| みぞれ（霙）           | -    | 雨と雪が混ざった降水の状態。                                                        |      |
| 雪                     |      | 結晶状態の氷滴が降っている状態。                                                    |      |
| 霰（あられ）           | -    | 直径5mm未満の氷滴が降っている状態。                                                 |      |
| ひょう（雹）           | -    | 直径5mm以上の氷滴が降っている状態。                                                 |      |
| 雷                     |      | 過去10分以内に、雷電または雷鳴があった状態。                                        |      |

こうした定義は大気の異なる様相を捕らえているため、晴れているにもかかわらず雨が降っているという状態などが起こりうる。
この場合、上記一覧のより後ろの種類を採用。